# Astros de Ciudad Juárez
El Club de Fútbol Astros de Juárez fue un equipo de fútbol mexicano que jugó en la Segunda División de México. Tuvo como sede la Ciudad Juárez, Chihuahua.

## Historia
El equipo quedó campeón de la Segunda división mexicana en el torneo Verano 2002 superando al Club Deportivo Tapatío. El equipo logró llegar invicto a la final del torneo, con 11 victorias en la fase regular y 6 en liguilla, un sorprendente total de 17 victorias.
El camino en la liguilla fue fácil terminando invicto, en Octavos de final se enfrentaría al equipo de Chihuahua superándolo por 1-0 en el marcador global, en cuartos final lograría un dominante 9-0 global sobre Pachuca Juniors y en las semifinales el equipo superó a Cuernavaca por marcador global de 5-4.
En la final se superó de manera apretada al Tapatío por marcador global de 2-1. En el primer encuentro el Tapatío lograría romper la racha de victorias superando a los Astros por marcador de 1-0, en juego realizado en Guadalajara. Mientras que para el segundo encuentro realizado en Ciudad Juárez el equipo logró sacar una victoria de 2-0 para así coronarse campeones de la segunda división.
Tuvo que jugar una Promocional ante el último lugar de la Primera división 'A' mexicana los Chapulineros de Oaxaca, la cual perdería por lo que permaneció en la segunda división.

## Uniforme
Los colores del equipo fueron el azul y blanco, pero en sus inicios el equipo utilizó un uniforme rojiblanco.

## Palmarés

### Torneos nacionales
- Segunda División de México (1): Verano 2002.